# Capitis deminutio
Capitis deminutio oder capitis diminutio ist ein Begriff aus dem römischen Recht und bedeutete den vollständigen oder teilweisen Verlust der Rechtsfähigkeit einer Person. Es wurde unterschieden zwischen der deminutio minima, media und maxima.  
Der schwerste Grad, die capitis deminutio maxima,  bedeutete z. B. bei Versklavung oder Kriegsgefangenschaft den Verlust von Freiheit (libertas), Bürgerrecht (civitas) und Familie (familia) und damit den bürgerlichen Tod. Capitis deminutio media bestand im Verlust des Bürgerrechts und der Familie, ohne jedoch die persönliche Freiheit zu verlieren. Beispielsfälle waren Auswanderung oder das Begehen schwerer Straftaten. Capitis deminutio minima bedeutete für eine Person das Ende ihrer Zugehörigkeit zu einer bestimmten Familie. So bewirkte die Verheiratung einer Frau ihr Heraustreten aus dem agnatischen Verband ihrer Herkunftsfamilie. 